# مجلس العلماء الإندونيسي
مجلس العلماء الإندونيسي (بالإندونيسية: Majelis Ulama Indonesia) هو أعلى هيئة إسلامية في إندونيسيا يضم المجلس العديد من الجماعات الإسلامية الإندونيسية الكبيرة مثل: نهضة العلماء والجمعية المحمدية بالإضافة إلى مجموعات الأصغر مثل: جماعة ساريات الإسلام وجمعية الطربية الإسلامية والجمعية الوصلية وجمعية مَثلُ الأنوار وغيرها من الجماعات الصغيرة. لم يتم قبول جمعية أهل البيت الإندونيسية (شيعية) والجماعة الأحمدية الإندونيسية (أحمدية) كأعضاء في المجلس. تم تأسيس المجلس في حقبة النظام الإندونيسي الجديد في عهد إدارة سوهارتو في عام 1975 كهيئة لتحرير الفتاوى وتقديم المشورة لعامة المسلمين الأندونيسيين حول القضايا المعاصرة. تتمثل إحدى وظائف المجلس المهمة في تقديم شهادات الحلال للمنتجات الغذائية والاستهلاكية.

## الأهداف
ذكرت الحكومة الإندونيسية، عند إنشاء مجلس العلماء الإندونيسي ثلاثة أهداف عامة تختص عمل المجلس:
- تماشي الدين بالطريقة التي وضعتها بانتشاسيلا إندونيسيا لضمان المرونة الوطنية.
- مشاركة العلماء في التنمية الوطنية.
- الحفاظ على الانسجام بين الديانات المختلفة في إندونيسيا.

يعمل المجلس كواجهة توازن بين الحكومة الإندونيسية بشقيها العلماني والإسلامي. أدت التغييرات في المجتمع المدني بعد سقوط سوهارتو إلى توسيع دور المجلس وجعله أكثر تعقيدًا وعمقًا. يقدم المجلس فتاوى للمجتمع الإسلامي من خلال هذا يقوم المجلس بتحديد الاتجاه العام للحياة الإسلامية في إندونيسيا.
قدم المجلس منذ سقوط سوهارتو الرأي السياسي والفقهي وأصدر فتاوى حول مجموعة كبيرة ومتنوعة من القضايا: من دور الجيش الإندونيسي في الحكومة إلى القبول العام لرقص نجمة البوب إينول داراتيستا إلى حرق الغابات عمدا لتطهير الأرض لزراعة المحاصيل.

## النزاعات
مجلس العلماء الإندونيسي هو منظمة تمولها الحكومة وتعمل بشكل مستقل ولكن كانت هناك أمثلة على طلب من المجلس لإضفاء الشرعية على سياسة الحكومة. مثال على ذلك تسبب في الاحتكاك داخل أعضاء وجماعات المجلس بسبب طلب السلطة دعم برنامج تحديد النسل الحكومي. احتاجت الحكومة إلى دعم المجلس وتم الاعتراض على جوانب البرنامج من قبل الكثيرين في الأوساط الدينية.